# Hampflockel
Hampflockel (Eupatorium cannabinum) är en art i familjen korgblommiga växter som förekommer i större delen av Europa och norrut till norra Finland.
Växten är en flerårig ört, upp till 30–175 cm hög. De upprätta stjälkarna är rödbruna och fint håriga. Bladen är kortskaftade och motsatta, de flesta bladen är djupt handflikiga med 3–5 flikar, mer sällan helt oflikiga. Kanterna är grovt sågade. Blomkorgarna sitter i täta kvastlika blomställningar. Själva korgarna är smala och fåblommiga. De egentliga blommorna är smutsrosa, men vitblommande plantor förekommer ibland. Pistillen är långt utskjutande. Frukterna är svartbruna med körtlar, samt en hårpensel.
Arten blommar från juli till september.
Två underarter erkänns:
- subsp cannabinum - är kraftiga och högväxta plantor. De mittersta stjälkbladen är alltid 3-5 flikiga. Förekommer i hela utbredningsområdet utom på Korsika.

- subsp.  corsicum - är små och mer veka plantor. Bladen är nästan alltid enkla, helt utan flikar. Förekommer på Korsika och Sardinien.

## Synonymer
subsp. cannabinum
Chone heterophylla    Dulac
Cunigunda vulgaris  Bubani
Eupatorium cannabifolium Salisbury nom. illeg.
Eupatorium cannabinumvar. heterophyllum (de Candolle) S.Kitamura
Eupatorium caucasicum Steven
Eupatorium heterophyllum de Candolle
Eupatorium hyrcanicum Steven
Eupatorium lemassonii  Biau
Eupatorium nodiflorum Wallich
Eupatorium syriacum Jacquin
Eupatorium syriacum Steven
subsp. corsicum (Req. ex Loisel.) P.Fournier
Eupatorium cannabinum proles corsicum (Req. ex Loisel.) Rouy
Eupatorium corsicum Req. ex Loisel.
Eupatorium soleirolii Loisel.